# Бене (Шарант)
Бене (фр. Benest) насеље је и општина у западној Француској у региону Поату-Шарант, у департману Шарант која припада префектури Конфолан.
По подацима из 2011. године у општини је живело 345 становника, а густина насељености је износила 16,35 становника/km². Општина се простире на површини од 21,1 km². Налази се на средњој надморској висини од 160 метара (максималној 192 m, а минималној 132 m).

## Демографија
| 1962. | 1968. | 1975. | 1982. | 1990. | 1999. | 2011. |
| ----- | ----- | ----- | ----- | ----- | ----- | ----- |
| 587   | 663   | 547   | 470   | 425   | 382   | 345   |

График промене броја становника у току последњих година